# Sigrid Arnoldson
Sigrid Arnoldson (Stoccolma, 20 marzo 1861 – Stoccolma, 7 febbraio 1943) è stata un soprano drammatico di coloratura svedese.

## Biografia
Nata a Stoccolma nel 1861, studiò canto con il padre, il tenore Carl Oskar Arnoldson, e poi con il baritono Fritz Arlberg. Successivamente si perfezionò a Parigi e nel 1885 fece il suo debutto al Teatro Nazionale di Praga come Rosina ne Il barbiere di Siviglia nel 1885. Quello di Rosina divenne uno dei suoi ruoli più celebri e tornò a cantarlo anche al Teatro Bol'šoj nel 1886 e al Theatre Royal Drury Lane nel 1887.
Nel 1888 fu scritturata dal Covent Garden, dove tornò a cantare anche tra il 1892 e il 1894, ottenendo un grande successo come Cherubino ne Le nozze di Figaro. Nel 1890 si esibì in una tournée statunitense, venendo pagata duecentocinquantamila franchi per sessanta concerti. Nel 1891 fece il suo debutto al Gran Teatre del Liceu, nel 1892 fu Lakmé all'Opéra-Comique, mentre nel 1893 fu la volta dell'esordio al Metropolitan Opera House come Bauci nell'opera di Charles Gounod.
Nel 1895 ottenne una "tempesta d'applausi" per la sua Mignon all'Hofteatret di Monaco, dove tornò anche come Rosina. Nel 1897 cantò al Teatro Imperiale e tenne due concerti a Londra con la Royal Philharmonic Society. Nel 1898 cantò al Staatsoper Unter den Linden, mentre nel 1903 rimpiazzò all'ultimo momento Emma Calvé nel ruolo di Carmen al Covent Garden. Nel 1907 ottenne grandi apprezzamenti come Tamara ne Il Demone all'Opera di Monte Carlo.
La sua estensione vocale di tre ottave la rese molto popolare, venne considerata l'erede naturale della compatriota Jenny Lind e fu ribattezzata "il secondo usignolo svedese". Il suo repertorio annoverava anche i ruoli di Elsa in Lohengrin, Nedda in Pagliacci, Susanna ne Le nozze di Figaro, Papagena ne Il flauto magico, Oscar in Un ballo in maschera, Marguerite ne Gli ugonotti e Sophie in Werther
Dal 1910 fu membro dell'Accademia reale svedese di musica e l'anno dopo diede il suo addio alle scene. Successivamente insegnò canto a Vienna per venticinque anni fino al 1938, quando tornò a Stoccolma, ove continuò a insegnare fino alla sua morte nel 1943.